# Hampton (Nouveau-Brunswick)
Cet article concerne la ville canadienne. Pour la localité voisine, voir Paroisse d'Hampton. Pour les autres significations, voir Hampton.
Pour les articles homonymes, voir Hampton.
Hampton est une ville du comté de Kings, au sud du Nouveau-Brunswick, au Canada, située à 37 km au nord-ouest de Saint-Jean, aux abords de la Rivière Kennebecasis.

## Toponyme
La ville est formée de la fusion des villages de Hampton et Hampton Station. Hampton Station porta le nom d'Ossekeag de sa fondation en 1858 au début du XXe siècle, d'après le ruisseau du même nom. Il y avait aussi un quartier nommé Hampton Ferry. L'origine du nom Hampton n'est pas certaine mais est nommé d'après la paroisse d'Hampton.

## Géographie

### Situation
Hampton est situé dans la vallée de la rivière Kennebecasis.
Hampton possède un territoire complexe, limitrophe de la paroisse de Norton au nord et à l'est, de la paroisse d'Hampton au sud, de Nauwigewauk au sud-ouest et de Kingston à l'ouest.

### Logement
(septembre 2024).
La ville comptait 1440 logements privés en 2006, dont 1405 occupés par des résidents habituels. Parmi ces logements, 82,6 % sont individuels, 1,8 % sont jumelés, 2,1 % sont en rangée, 3,6 % sont des appartements ou duplex et 4,6 % sont des immeubles de moins de 5 étages. Enfin, 5,3 % des logements entrent dans la catégorie autres, tels que les maisons-mobiles. 86,1 % des logements sont possédés alors que 13,9 % sont loués. 69,4 % ont été construits avant 1986 et 9,3 % ont besoin de réparations majeures. Les logements comptent en moyenne 7,8 pièces et 0,0 % des logements comptent plus d'une personne habitant par pièce. Les logements possédés ont une valeur moyenne de 153 760 $, comparativement à 119 549 $ pour la province.

## Histoire
Hampton est situé dans le territoire historique des Malécites, qui y avaient des campements saisonniers. Le territoire est concédé à Charles de la Tour en 1635. Les Loyalistes sont les premiers à s'établir de façon permanente à partir de 1784. La localité se développe pas véritablement avant la construction de l'European and North American Railway, durant les années 1850. Hampton Ferry, désormais un quartier de Hampton, est fondé par des Loyalistes avant 1847, selon Abraham Gesner. Les moulins rendent Hampton Ferry prospère. Hampton prend réellement forme en 1858. En 1871, Hampton devient le chef-lieu du comté et on y construit un palais de justice et une prison. Au cours du XXe siècle, Hampton devient une banlieue de Saint-Jean. L'école intermédiaire de Hampton est inaugurée en 1956.
Le 9 novembre 1966, Hampton, Hampton Station, ainsi qu'une partie de la paroisse de Norton sont fusionnés et constitués en village sous le nom de Hampton. L'école élémentaire de Hampton ouvre ses portes en 1969. Les cours commencent à l'école primaire Dr. A.T. Leatherbarrow en 1974. Hampton devient une ville en 1991. L'école secondaire de Hampton est inaugurée en 1992.
Lors de la réforme de la gouvernance locale du 1er janvier 2023, le district de services locaux (DSL) de la paroisse d'Hampton est fusionné à la ville, de même que des portions des DSL de la paroisse de Kingston, de la paroisse de Norton et de la paroisse d'Upham.

## Démographie
(juillet 2016).
La ville comptait 4 004 habitants en 2006, soit une hausse de 0,2 % en 5 ans. Il y a en tout 1410 ménages dont 1185 familles. Les ménages comptent en moyenne 2,8 personnes tandis que les familles comptent en moyenne 3,1 personnes. Les ménages sont composés de couples avec enfants dans 37,6 % des cas, de couples sans enfants dans 34,8 % des cas et de personnes seules dans 16,0 % des cas alors que 11,3 % des ménages entrent dans la catégorie autres (familles monoparentales, colocataires, etc.). 79,7 % des familles comptent un couple marié, 7,6 % comptent un couple en union libre et 11,8 % sont monoparentales. Dans ces dernières, une femme est le parent dans 75,0 % des cas. L'âge médian est de 40,0 ans, comparativement à 41,5 ans pour la province. 80,4 % de la population est âgée de plus de 15 ans, comparativement à 83,8 % pour la province. Les femmes représentent 51,3 % de la population, comparativement à 51,3 % pour la province. Chez les plus de 15 ans, 27,2 % sont célibataires, 58,8 % sont mariés, 2,6 % sont séparés, 5,1 % sont divorcés et 6,2 % sont veufs. De plus, 5,9 % vivent en union libre.
| 1981  | 1986  | 1991  | 1996  | 2001  | 2006  | 2011  |
| ----- | ----- | ----- | ----- | ----- | ----- | ----- |
| 3 141 | 3 405 | 3 826 | 4 081 | 3 997 | 4 004 | 4 292 |

| 2016  | - | - | - | - | - | - |
| ----- | - | - | - | - | - | - |
| 4 289 | - | - | - | - | - | - |

Aucun habitant est autochtone et 0,4 % des habitants font partie d'une minorité visible. Les immigrants représentent 1,9 % de la population et aucun habitant est résidents permanents. 0,8 % des habitants ne sont pas citoyens canadiens et 89,5 % des habitants âgés de plus de 15 ans sont issus de familles établies au Canada depuis trois générations ou plus. En date du 16 mai 2006, 89,7 % des gens avaient la même adresse depuis au moins un an alors que 3,8 % habitaient auparavant ailleurs dans la même ville, que 4,7 % habitaient ailleurs dans la province, que 0,9 % habitaient ailleurs au pays et que 0,6 % habitaient ailleurs dans le monde. À la même date, 74,3 % des gens avaient la même adresse depuis au moins cinq ans alors que 11,6 % habitaient auparavant ailleurs dans la même ville, que 10,9 % habitaient ailleurs dans la province, que 2,3 % habitaient ailleurs au pays et que 0,9 % habitaient ailleurs dans le monde.
La langue maternelle est le français chez 2,8 % des habitants, l'anglais chez 96,4 % et les deux langues chez 0,3 % alors que 0,4 % sont allophones. Les deux langues officielles sont comprises par 21,6 % de la population alors qu'aucun habitants est unilingue francophone, que 78,1 % sont unilingues anglophones et que 0,3 % ne connaissent ni l'anglais ni le français. Le français est parlé à la maison par 0,3 % des gens, l'anglais par 99,6 % et les deux langues officielles par 0,3 %. Le français est utilisé au travail par 1,1 % des travailleurs, l'anglais par 98,7 % et les deux langues officielles par 0,4 %.
Chez les plus de 15 ans, 18,5 % n'ont aucun certificat, diplôme ou grade, 24,3 % ont uniquement un diplôme d'études secondaires ou l'équivalent et 57,4 % détiennent aussi un certificat, un diplôme ou un grade post-secondaire; par comparaison, ces taux s'élèvent à 29,4 %, 26,0 % et 44,6 % au provincial. Parmi la même tranche d'âge, 12,7 % des gens possèdent un diplôme d'un programme d'un an au CCNB ou l'équivalent, 23,6 % détiennent un diplôme d'un programme de trois ans au CCNB ou l'équivalent, 3,5 % ont un diplôme ou un certificat universitaire inférieur au baccalauréat et 17,5 % ont un certificat, un diplôme ou un grade universitaire plus élevé. Parmi ces diplômés, 11,2 % sont formés en enseignement, 1,7 % en arts ou en communications, 5,1 % en sciences humaines, 7,0 % en sciences sociales ou en droit, 19,1 % en commerce, en gestion ou en administration, 2,0 % en sciences et technologies, 3,1 % en mathématiques ou en informatique, 25,8 % en architecture, en génie ou dans des domaines connexes, 2,2 % en agriculture, en ressources naturelles ou en conservation, 14,3 % en santé, parcs, récréation ou conditionnement physique, 7,9 % en services personnels, de protection ou de transport et 0,0 % dans d'autres domaines. Les diplômés post-secondaires ont terminé leurs études à l'extérieur du pays dans 2,5 % des cas.

## Économie

### Travail et revenu
(septembre 2024).
Le recensement de 2006 de Statistique Canada fournit aussi des données sur l'économie. Chez les habitants âgés de plus de 15 ans, le taux d'activité était alors de 67,7 %, le taux d'emploi était de 62,7 % et le taux de chômage était de 7,4 % ; à titre de comparaison, ceux de la province étaient respectivement de 63,7 %, 57,3 % et 10,0 %.
Chez les personnes âgées de 15 ans et plus, 2 305 ont déclaré des gains et 2 990 ont déclaré un revenu en 2005. 92,9 % avaient aussi déclaré des heures de travail non rémunérées. Le revenu médian s'élevait alors à 27 163 $ avant et à 24 083 $ après impôt, comparativement à la moyenne provinciale de 22 000 $ avant et 20 063 $ après impôt; les femmes gagnaient en moyenne 5 703 $ de moins que les hommes après impôt, soit 18 380 $. En moyenne, 75,4 % du revenu provenait de gains, 10,7 % de transferts gouvernementaux et 13,9 % d'autres sources. 3,8 % de toutes les personnes dans les ménages avaient un faible revenu après impôt, une proportion descendant à 3,8 % pour les moins de 18 ans.
Parmi la population active occupée, 6,4 % des gens travaillaient à domicile, aucun ne travaillaient en dehors du pays, 13,6 % étaient sans lieu de travail fixe et 79,7 % avaient un lieu de travail fixe. Parmi les travailleurs ayant un lieu de travail fixe, 32,2 % travaillaient en ville, 13,5 % travaillaient ailleurs dans le comté, 53,4 % travaillaient dans un autre comté et 0,6 % travaillaient dans une autre province.

### Principaux secteurs
Entreprise Fundy, membre du Réseau Entreprise, a la responsabilité du développement économique.
En 2006, on dénombrait 6,0 % des emplois dans l'agriculture, la pêche et les autres ressources, 5,7 % dans la construction, 7,4 % dans la fabrication, 6,4 % dans le commerce de gros, 11,7 % dans le commerce de détail, 3,8 % dans la finance et l'immobilier, 10,5 % dans la santé et les services sociaux, 9,5 % dans l'éducation, 20,2 % dans les services de commerce et 18,8 % dans les autres services.
Il y a une succursale de la Bayview Credit Union, basée à Saint-Jean et membre des Credit Union Central of New Brunswick.

## Administration
(juillet 2016).

### Conseil municipal
Le conseil municipal est formé d'un maire et de quatre conseillers.
Le conseil municipal actuel est élu lors de l'élection quadriennale du 10 mai 2016.
Anciens conseils municipaux
Un conseil est formé à la suite de l'élection du 12 mai 2008 ; le maire est alors élu par acclamation. Le conseil municipal suivant est élu lors de l'élection quadriennale du 14 mai 2012.
| Mandat      | Fonctions   | Nom(s)                                                      |
| ----------- | ----------- | ----------------------------------------------------------- |
| 2012 - 2016 | Maire       | Kenneth A. Chorley                                          |
| 2012 - 2016 | Conseillers | Peter T. Behr, Dwight Bond et Gary Crossman, Robert Doucet. |

| Mandat      | Fonctions   | Nom(s)                                                       |
| ----------- | ----------- | ------------------------------------------------------------ |
| 2008 - 2012 | Maire       | Kenneth A. Chorley                                           |
| 2008 - 2012 | Conseillers | Peter T. Behr, Dwight Bond, Robert Doucet, Clara Ann Lights. |

| Période                                  | Période  | Identité           | Étiquette | Qualité |
| ---------------------------------------- | -------- | ------------------ | --------- | ------- |
| 2008                                     | en cours | Kenneth A. Chorley |           |         |
| 2001                                     | 2008     | James Hovey        |           |         |
| 1998                                     | 2001     | Dale A. Somerville |           |         |
|                                          | 1998     | James Hovey        |           |         |
| Les données manquantes sont à compléter. |          |                    |           |         |

### Représentation et tendances politiques
Hampton est membre de l'Union des municipalités du Nouveau-Brunswick.
 Nouveau-Brunswick: Hampton fait partie de la circonscription provinciale de Hampton-Kings, qui est représentée à l'Assemblée législative du Nouveau-Brunswick par Bev Harrison, du Parti progressiste-conservateur. Il fut élu 1999 puis réélu en 2003, en 2006 et en 2010.
 Canada: Hampton fait partie de la circonscription fédérale de Fundy Royal, qui est représentée à la Chambre des communes du Canada par Rob Moore, du Parti conservateur. Il fut élu lors de la 38e élection générale, en 2004, puis réélu en 2006 et en 2008.

## Vivre à Hampton

### Éducation
Hampton compte plusieurs écoles anglophones faisant partie du district scolaire #6.
- École primaire Dr A. T. Leatherbarrow, maternelle à la 2e année;
- École élémentaire Hammond River Valley, maternelle à la 5e année;
- École élémentaire d'Hampton, 2e à la 5e année, programme d'immersion française;
- École intermédiaire d'Hampton, 6e à la 8e année, programme d'immersion française;
- École secondaire d'Hampton, 9e à la 12e année, programme d'immersion française.

Hampton compte aussi une école alternative.
La ville est incluse dans le territoire du sous-district 9 du district scolaire Francophone Sud. L'école Samuel-de-Champlain de Saint-Jean est l'établissement francophone le plus proche alors que les établissements d'enseignement supérieurs les plus proches sont dans le Grand Moncton.

### Autre services
Hampton possède un poste d'Ambulance Nouveau-Brunswick, un bureau de poste et une caserne de pompiers. La ville bénéficie aussi d'un foyer de soins agréés, le Dr V.A. Snow Centre.
La ville possède un poste de la Gendarmerie royale du Canada. Il est le siège du district 3, qui regroupe le comté de Saint-Jean et une partie du comté de Kings.
Hampton est le siège d'un tribunal de la Cour provinciale du Nouveau-Brunswick. Il possède un tribunal satellite à Sussex.
La ville bénéficie du club de golf d'Hampton, un parcours de 18 trous.

### Médias
Hampton est desservi par le quotidien anglophone Telegraph-Journal de Saint-Jean. Hampton est aussi le siège d'Ossekeag Publishing, qui distribue l'hebdomadaire Hampton Herald en ville ainsi que le Sussex Herald, le Valley Viewer et le Westides dans d'autres municipalités de la région. Le quotidien francophone est L'Acadie nouvelle, publié à Caraquet.

### Religion
Hampton compte l'église anglicane St. Paul's ainsi que l'église catholique romaine St. Alphonsus, faisant partie du diocèse de Saint-Jean.

## Culture

### Langues
Selon la Loi sur les langues officielles, Hampton est officiellement anglophone puisque moins de 20 % de la population parle le français.

### Personnalités

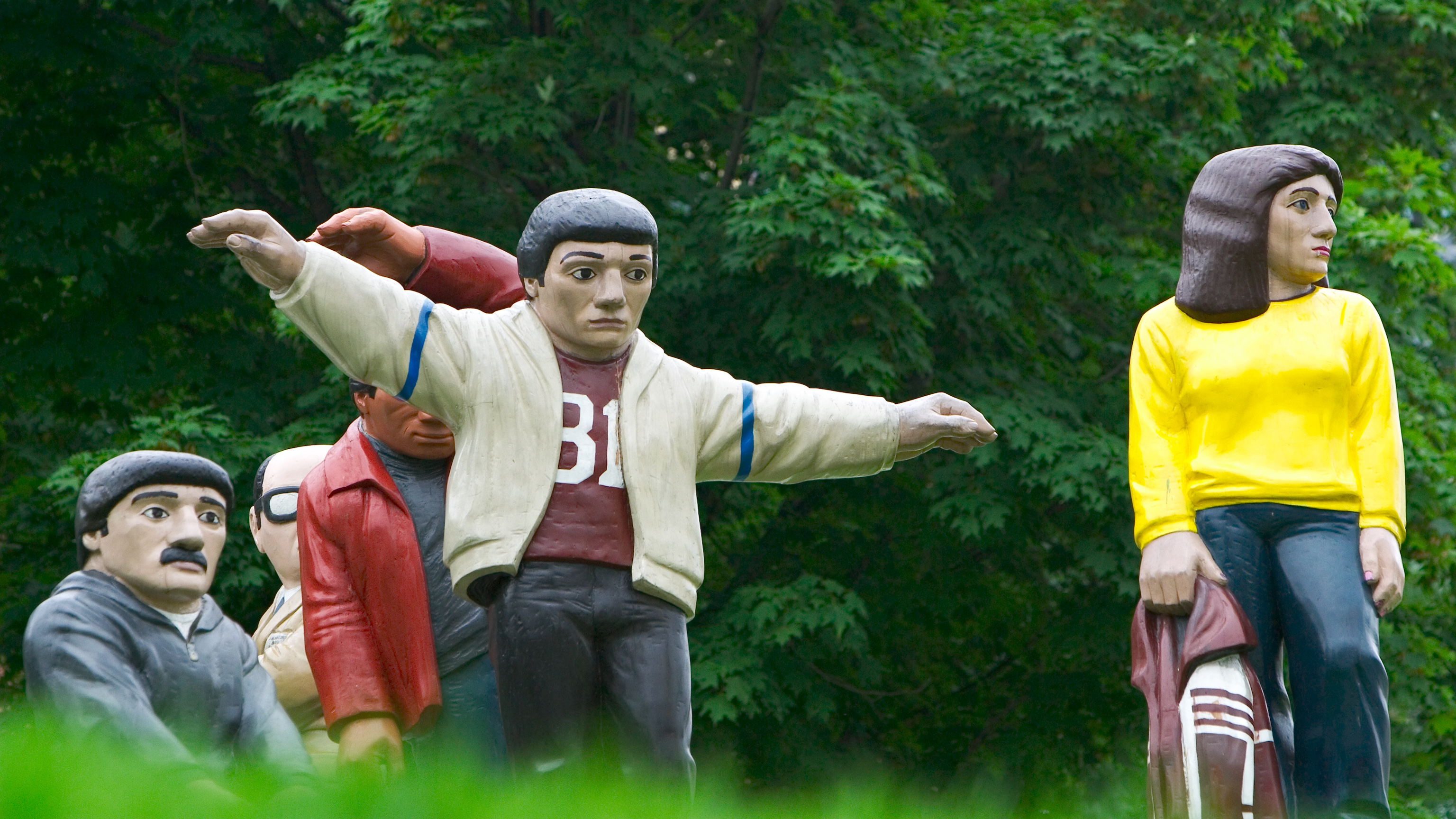
La sculpture Balancing de John Hooper, à Ottawa.

- Walter Bates (1760-1842), fonctionnaire et auteur, mort à Hampton;
- John Hooper (1926-2006), sculpteur;
- John Peters Humphrey (1905-1995), avocat né à Hampton;
- Stuart Trueman (1911- ), écrivain, résident de Hampton[31].

### Architecture et monuments
La prison de Hampton est un site historique provincial.

### Hampton dans la culture
La prison d'Hampton a été rendue célèbre par les mémoires de Henry More Smith, The Mysterious Stranger, publiés en 1817.